# Bollo de mantequilla

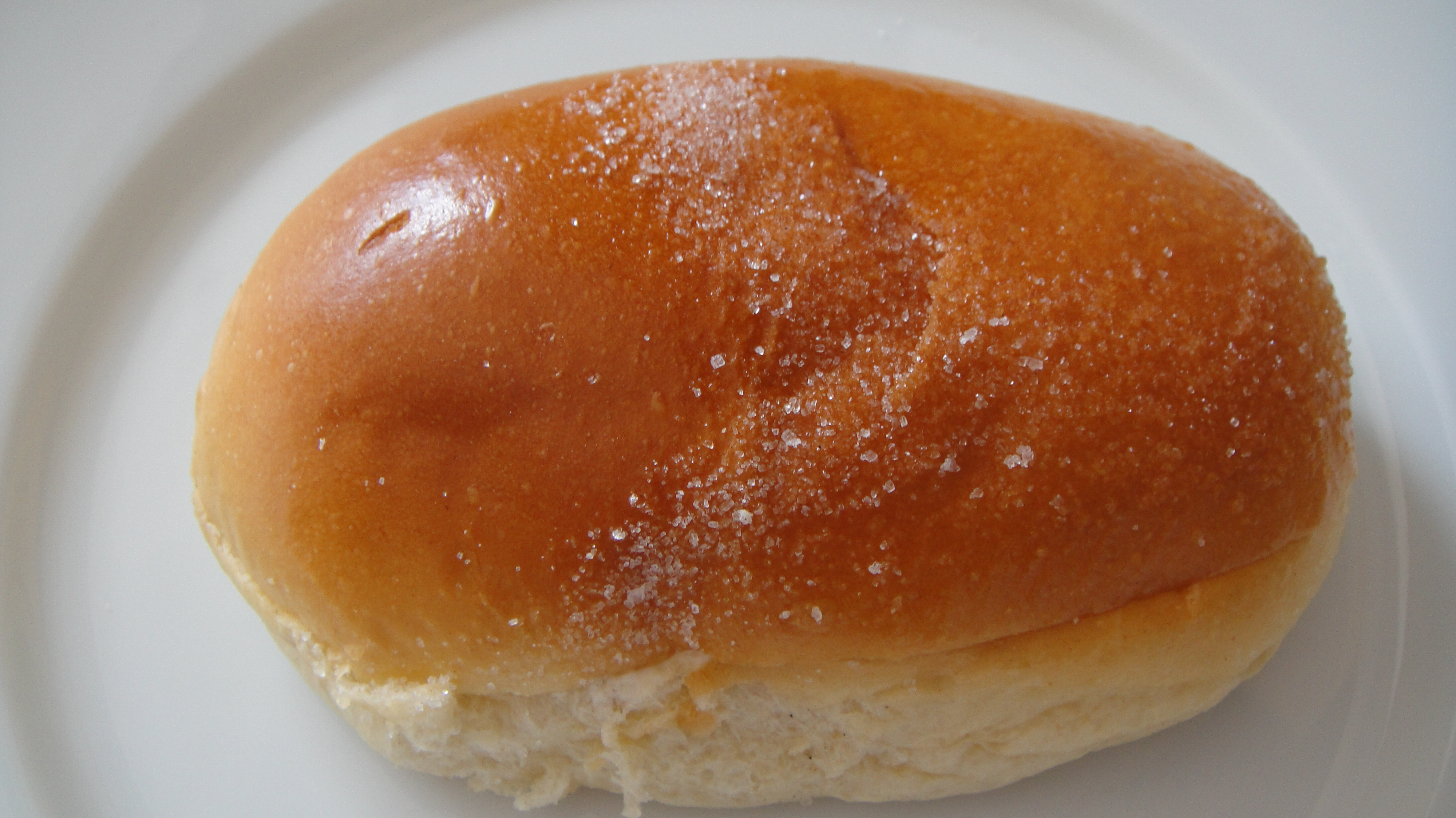
Bollo de mantequilla.

El bollo de mantequilla es un dulce típico de Bilbao.
Es una especie de bollo suizo o brioche cortado por la mitad y relleno con una capa de crema de mantequilla, huevo y una capa de azúcar por encima.

## Ingredientes
Sus ingredientes principales son: harina, leche, yema de huevo, azúcar y mantequilla

## Historia
Los bollos de mantequilla fueron una adaptación de los llamados suizos de leche que trajeron a Bilbao dos primos suizos, Bernardo Pedro Franconi y Francesco Matossi que, a principios del siglo XIX (1813) pusieron una pastelería en el casco viejo.
La pastelería empezó en la calle Correo n.º 2 y alrededor de 1830 la conectaron con un café que había en la parte de atrás del edificio, abierto a la Plaza Nueva.
Abrieron un segundo establecimiento debido al éxito del Café Suizo. Concretamente en el Arenal en los bajos del Hotel de Inglaterra (lo que ha sido conocido como el Boulevard) en torno a 1871, y montaron una cincuentena de franquicias más bajo la marca ‘Matossi & Franconi y Cía’ en ciudades como Burgos, Santander, Pamplona o Madrid. Casi todos los empleados de los cafés eran oriundos de Poschiavo y se especializaron en café, pastelería fina, licores y helados.
En esos cafés se reunía la flor y nata de la sociedad, para tomar la merienda, jugar al mus y debatir sobre política. Y allí empezaron a hacer bollos de leche, más tarde conocidos como "del suizo" o "suizos", que rellenados de crema de mantequilla, se convirtieron en EL bollo por antonomasia.
Otros locales regentados por suizos, franceses e italianos se abrieron en Bilbao por aquella época: Delmas, Pozzi, Labadie ... y todos hacían bollos suizos rellenos de mantequilla, receta que fue adoptada con pasión.